# Coenonympha caeca
För andra betydelser, se Coenonympha caeca (homonymer).
Coenonympha caeca är en fjärilsart som beskrevs av Otto Staudinger, 1886. Coenonympha caeca ingår i släktet Coenonympha och familjen praktfjärilar, Nymphalidae. Inga underarter finns listade i Catalogue of Life.

## Homonymer
Coenonympha caeca används för följande  homonymer.
- Coenonympha caeca är Staudinger, 1886
- Coenonympha caeca Oberthür, 1896 synonym till Coenonympha dorus Esper, 1782
- Coenonympha caeca Oberthür, 1910 synonym till pärlgräsfjäril, Coenonympha arcania Linnaeus, 1761
- Coenonympha caeca Wheeler, 1903 synonym till pärlgräsfjäril, Coenonympha arcania Linnaeus, 1761
- Coenonympha caeca Bubacek, 1923 synonym till Coenonympha corinna Hübner, 1803
- Coenonympha caeca Strand, 1904 synonym till kamgräsfjäril, Coenonympha pamphilus (Linnaeus, 1758)